# آتنیوم لیورپول
آتنیوم یک باشگاه خصوصی در شهر لیورپول انگلستان است. این باشگاه برای اطمینان از تأمین به‌روزرسانی روزنامه‌ها و جزوات و ایجاد یک کتابخانه برای استفاده بازرگانان و افراد حرفه‌ای در این شهر تأسیس شد. در سال ۱۹۲۴ ساختمان اصلی این باشگاه تخریب شد و یک ساختمان جدید در نزدیکی آن جایگزین شد. اعضای این باشگاه به عنوان صاحبان آن شناخته می‌شوند، زیرا تمامی اعضای باشگاه اعم از زن و مرد دارای یک سهم هستند. این ساختمان شامل یک کتابخانه بزرگ است که البته صاحبان آن نیز برای کارکردهای اجتماعی از آن استفاده می‌کنند. این ساختمان همچنین می‌تواند برای استفاده توسط افراد و سازمانهای خارجی بکار گرفته شود.

## تاریخچه
این باشگاه در ۲۲ نوامبر ۱۷۹۷ تأسیس شد.
با توجه به این تاریخ، لیورپول به عنوان یک مرکز تجاری به سرعت رشد کرد. بازرگانان و سایر متخصصان شهر به تهیه اخبار به روز نیاز داشتند. این کار معمولاً از طریق روزنامه‌ها و نشریات در قهوه‌خانه‌ها ارائه می‌شد، اما اینها غالباً شلوغ بودند. همچنین نیاز به کتابخانه وجود داشت زیرا کتابخانه موجود، که در سال ۱۷۵۸ تأسیس شده بود، کفایت نمی‌داد. بنیانگذاران این باشگاه، روزنامه‌ای را با عنوان " رئوس برنامه برای کتابخانه و اتاق خبر " تهیه کردند که پیشنهاد می‌کرد "تهیه یک منبع منظم از روزنامه‌های شهر و کشور، همچنین کلیه نشریات دوره‌ای با ارزش و همه جزواتی که دارای مرجع هستند. این موضوع مشترکین را ملزم می‌کرد تا در «مؤسسه» اشتراک کنند و از این رو نام «صاحبخانه» به جای «عضو باشگاه» استفاده می‌شود. تمام «اعضا» هنگام عضویت هنوز فرم ثبت نام اصلی سهام را امضا می‌کنند و تعداد محدود ۵۰۰ نفر به این معنی است که همه اعضا می‌توانند اسلاف قبلی خود را در این مورد ردیابی کنند. مشترکان بنیانگذار، معمار محلی جان فاستر را مأمور ساختن ساختمانی برای آنها در خیابان چرچ کردند. این ساختمان در ۱ ژانویه ۱۷۹۹ افتتاح شد، و آن نیز در ۱ مه ۱۸۰۰ کتابخانه آن در ۱ افتتاح گردید. اعضای اولیه این باشگاه شامل «کارآفرینان، مخالفین برده‌داری، آزاد اندیشان و رادیکال‌های سیاسی بودند که خود را قهرمان تجاری و فکری لیورپول می‌دانستند».

## نگارخانه

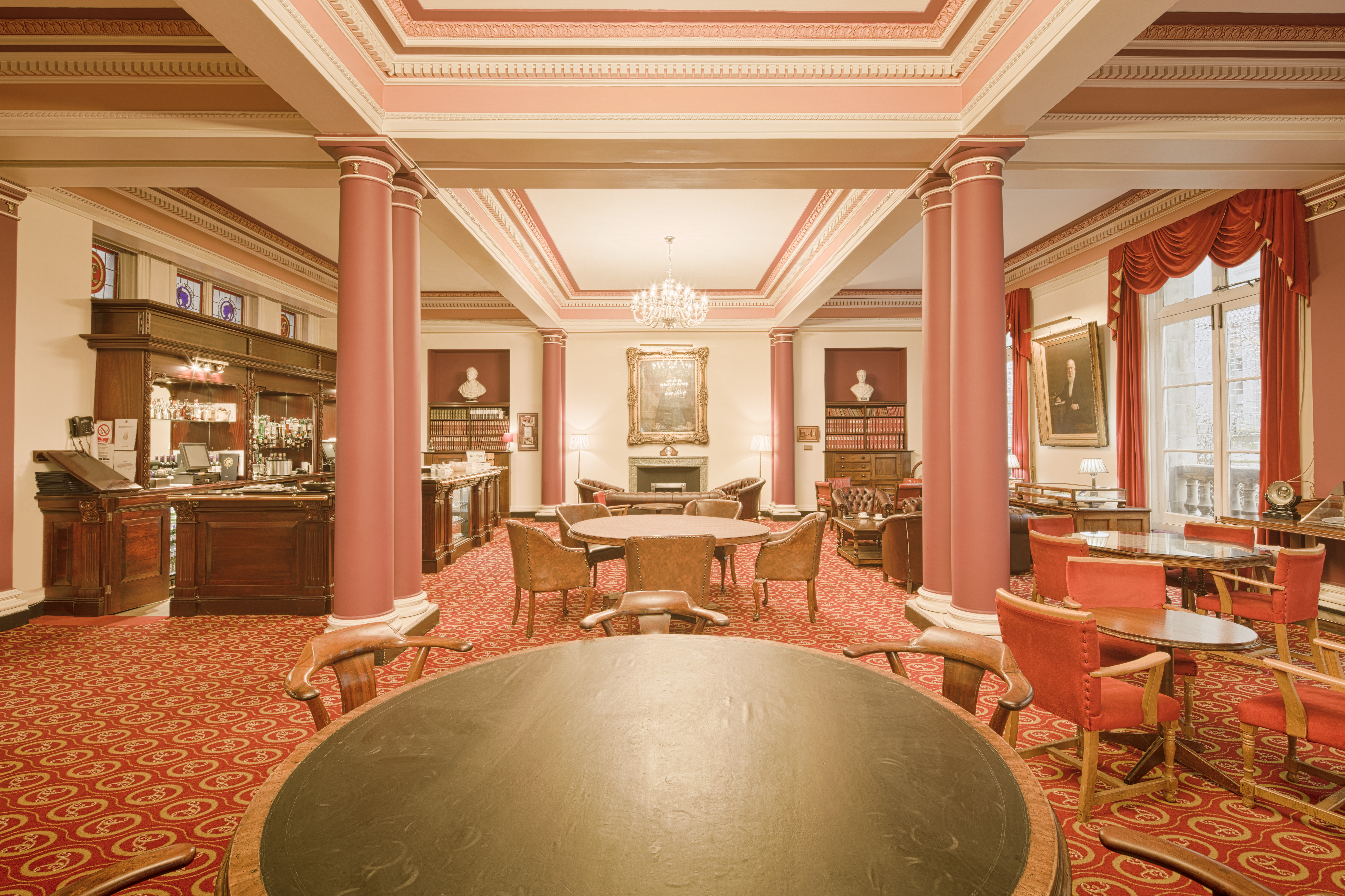
اتاق خبر
کتابخانه
اتاق کمیته
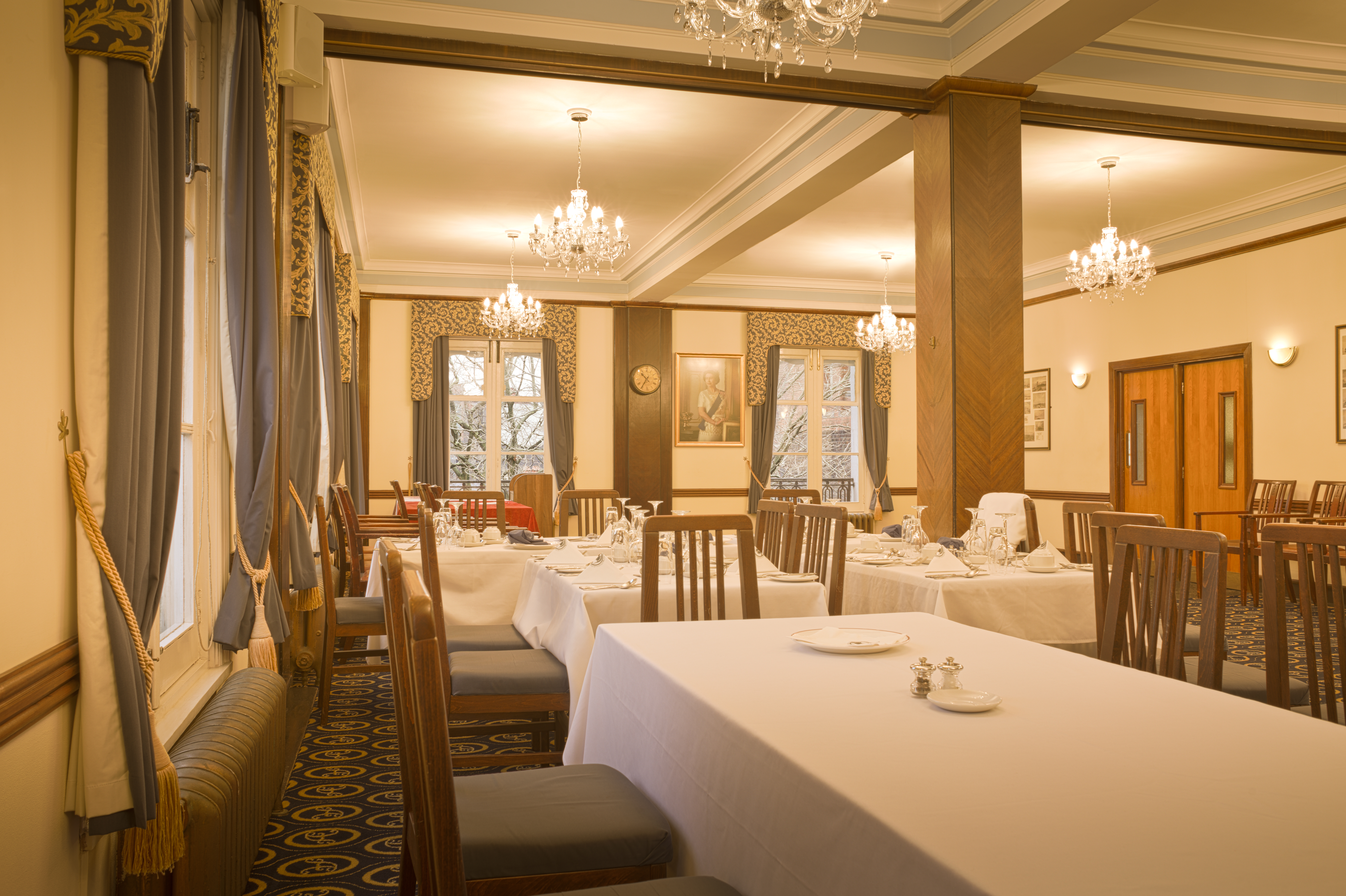
اتاق ناهار خوری